# Nelson (cavalo)

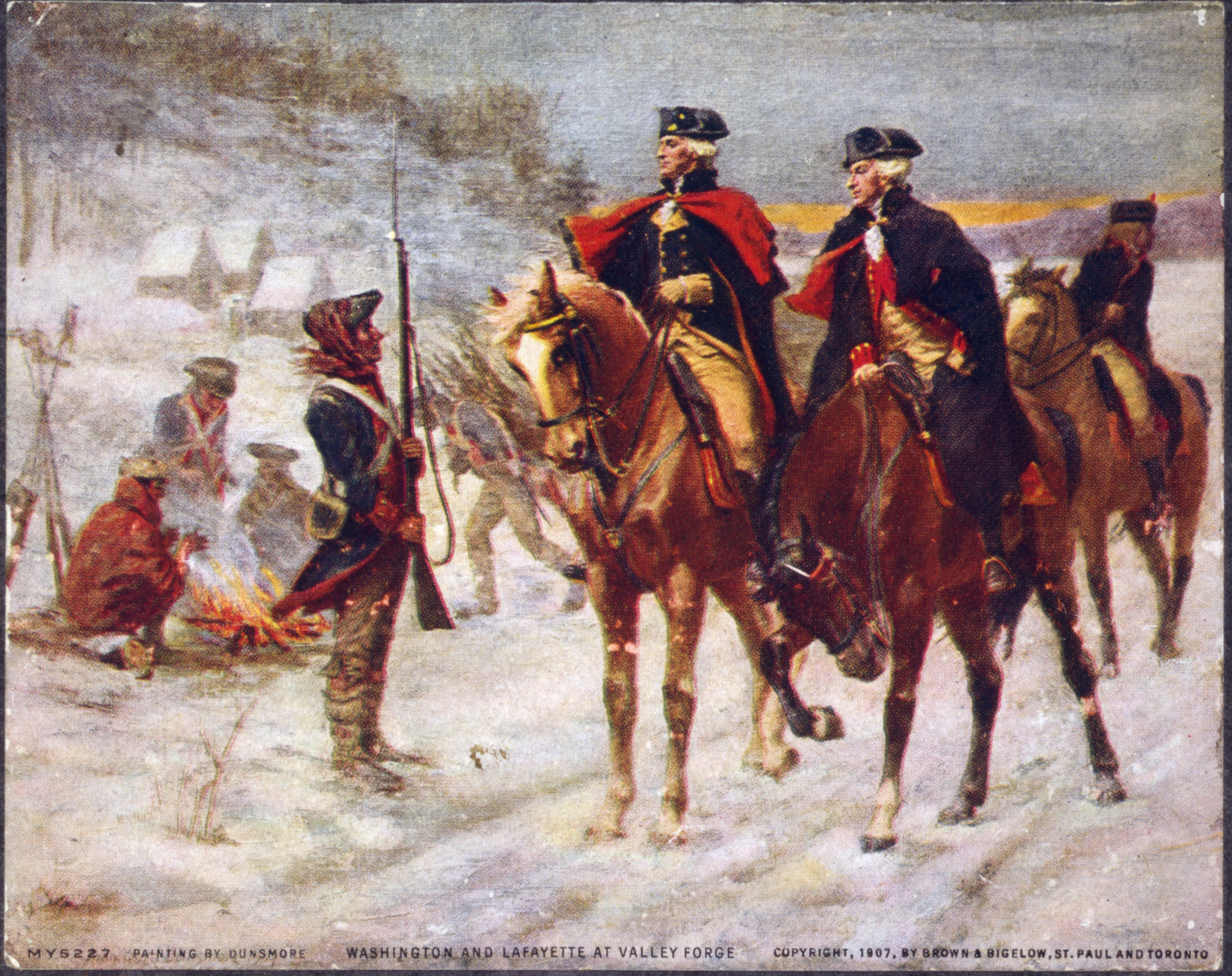
Washington (esquerda) em cima do seu cavalo Nelson no Valley Forge

Nelson ou Old Nelson foi o cavalo de George Washington O cavalo foi adquirido por Washington em 1779 e morreu em 1790 por volta dos 27 anos, bastante velho para um cavalo naquela época.

## História
Nelson nasceu em 1763 e foi dado a Washington em 1778 por Thomas Nelson da Virgínia, que deu o nome ao cavalo. Washington afirmou que Nelson era seu cavalo preferido durante a Guerra Revolucionária, pois não era facilmente provocado por tiros. Washington cavalgou Nelson ao aceitar a rendição de Cornwallis em Yorktown. O outro cavalo que montou durante a Guerra Revolucionária, e no qual é retratado com mais frequência, foi seu cavalo cinza, Blueskin. Washington deixou de montar Nelson depois da guerra. Nelson e Blueskin foram aposentados e viveram em Mount Vernon no pós-guerra.